# Печерські літописні зводи
Печерські літописні зводи — гіпотетичні літописні компіляції, що передували появі «Повісті временних літ» і частково відобразилися в її тексті. Назва «Печерські» вказує, що вони велися в Печерському монастирі (див. Києво-Печерська лавра). За гіпотезою О.Шахматова, першим печерським зводом був звід 1073 ігумена Никона. Його використано в наступному літописному зводі — Початковому (див. Початковий літописний звід), укладеному бл. 1095 за печерського ігумена Іоанна. Редакції «Повісті временних літ» також розглядають як П.л.з. Виділяючи 3 редакції «Повісті временних літ», О.Шахматов вважав печерськими 1-шу (бл. 1113, авторства Нестора) і 3-тю (1118, невід. автора) редакції цього літописного зводу. 2-га редакція, згідно з цим поглядом, була укладена 1116 у Видубицькому Свято-Михайлівському монастирі його ігуменом Сильвестром.
Для послідовників О.Шахматова печерська атрибуція Початкового зводу та 1-ї редакції «Повісті временних літ» є безсумнівною. Звід Никона також вважають печерським. Проте частина вчених заперечує існування будь-якої літописної пам'ятки 1070-х рр. або уявляє її не як печерський звід. 3-тя редакція «Повісті временних літ», на думку деяких дослідників, могла бути створена не в Печерському монастирі. До того ж гіпотеза про 3 редакції «Повісті временних літ» не раз критикувалася та була підтримана далеко не всіма вченими.
На сьогодні існування П.л.з. широко визнане в науці. І хоча в історіографії висловлювалися сумніви в самому факті ведення раннього літописання в Печерському монастирі (не кажучи про відкидання участі Нестора в літописанні), існують підстави його передбачати. У тексті «Повісті временних літ» містяться оповіді про монастир, а також слова від першої особи і фрагменти, де автор ідентифікує себе з Печерською громадою. Інтерпретація цих даних у світлі історії літописання — предмет дискусій.
Також традиційно вважається, що печерське літописання велося у 12 ст., що відобразилося в Київському літописі. Тобто якісь печерські зводи існували і після «Повісті временних літ». Проте для 12 ст. ведення літописання в цій обителі не є самоочевидним і не спирається на прямі дані джерел. Більше того, саме уявлення про домонгол. літописання як послідовність цілісних літ. творів — зводів — є лише однією з гіпотез, хоча й найбільш поширеною.